# Raman Subba Row
Raman Subba Row CBE (* 29. Januar 1932 in Streatham, Vereinigtes Königreich; † 17. April 2024) war ein englischer Cricketspieler, der zwischen 1958 und 1961 für die englische Nationalmannschaft spielte. Neben einer Geschäftskarriere war er daraufhin als Cricket-Administrator und -Umpire tätig.

## Kindheit und Ausbildung
Sein Vater war ein indischer Rechtsanwalt, der nach London übersiedelte, als er bei der Durchreise zu seinem Studium in Cork eine Frau kennenlernte und heiratete. Subba Row besuchte die Whitgift School in Croydon und studierte Jura an der Cambridge University.

## Aktive Karriere
Subba Row gab sein First-Class-Debüt im Jahr 1951 und spielte zunächst für die Cambridge University, wo er bis 1953 Teil des Cricketteams war. Daraufhin wechselte er für zwei Saisons nach Surrey, bevor er ab dem Jahr 1955 für die Mannschaft von Northamptonshire spielend seinen Durchbruch erzielte. In der Saison 1958 stieg er dort zum Kapitän auf. Später in der Saison gab er dann auch sein Debüt im Nationalteam gegen Neuseeland. Auf Grund einer Fingerverletzung verpasste er darauf die Ashes Tour 1958/59 in Australien. In der Saison 1959 war er Teil des Teams gegen Indien und erzielte dabei ein Fifty (94 Runs). Im März 1960 folgte eine Tour in den West Indies, wo er im vierten Test sein erstes internationales Century über 100 Runs erreichte. Im Sommer 1960 erreichte er gegen Südafrika zwei Fifties (56 und 90 Runs). Im Saison 1961 kam dann Australien nach England. Im ersten Test gelang ihm im ersten Innings ein Fifty (59 Runs), bevor er mit einem Century über 112 Runs zusammen mit Ted Dexter das Remis rettete. Im letzten Spiel der Serie konnte er mit einem weiteren Century über 137 Runs ein weiteres Mal das Remis sicherstellen, womit England jedoch die Serie 1–2 verlor. Es sollte sein letzter Auftritt in der Nationalmannschaft sein.

## Nach der aktiven Karriere
Mit 29 Jahren trat er überraschend vom Cricket zurück. Er wurde für seine Abschlusssaison als einer der fünf Wisden Cricketers of the Year ausgezeichnet. Daraufhin verfolgte er eine Geschäfts-Karriere und gründete ein Public-Relations-Unternehmen. Jedoch verblieb er dem Sport eng verbunden. Ab dem Jahr 1974 übernahm er für fünf Jahre den Vorsitz bei Surrey. In der Saison war er der Team-Manager des englischen Teams bei der Tour in Indien, bei dem er Geoffrey Boycott auf Grund von schlechter Gesundheit nach Hause schickte, als dieser trotz einer Durchfall-Erkrankung Golfspielen ging. Von 1985 bis 1990 war er der Präsident des Test and County Cricket Board. In seiner Amtszeit half er dabei den Marylebone Cricket Club zu entmachten und die Imperial Cricket Conference zu als wichtigstes Gremium im Welt-Cricket zu etablieren und später zu reformieren. In der Saison 1987/88 musste er in Pakistan eine diplomatischen Zwischenfall abwenden, als Kapitän Mike Gatting mit Shakoor Rana aneinandergeriet. Er setzt durch das Gatting sich offiziell entschuldigte, aber zeigte sich auch dafür verantwortlich, dass jedem englischen Spieler 1000 GBP ausgezahlt wurden um sie für ihre Unannehmlichkeiten zu entschädigen.
Für seine Dienste im Cricket wurde er im Jahr 1991 mit dem CBE ausgezeichnet. Nach dem Rücktritt von seinem Unternehmen war er zwischen 1992 und 2001 als Umpire beim Weltverband tätig und übersah dabei 41 Tests und 119 ODIs. Auch in dieser Rolle war er in zahlreichen kritischen Situationen involviert. So gab er dem Australier Glenn McGrath bei der Tour in den West Indies eine Geldstrafe, als dieser den Gegner bespuckt hatte. Ian Healy sperrte er bei der Tour Australiens in Südafrika in der Saison 1996/97 für zwei Spiele als dieser Missfallen über eine Entscheidung kundtat. Auch begleitete er die Tour Südafrikas in Indien in der Saison 1999/2000, als ein Wettskandal um Hansie Cronje das Weltcricket überschattete. Zum Ende seiner Referee-Karriere übersah er die Reform des Umpire-Wesens innerhalb des Weltverbandes.
Im April 2024 verstarb er im Alter von 92 Jahren.